# Jacob Opdahl
Jacob Opdahl, född 15 januari 1894, död 20 mars 1938, var en norsk gymnast.
Opdahl tävlade för Norge vid olympiska sommarspelen 1912 i Stockholm, där han var med och tog guld i lagtävlingen i fritt system. Hans bror, Nils Opdahl, var också en del av det guldvinnande laget.
Vid olympiska sommarspelen 1920 i Antwerpen var Opdahl med och tog silver i lagtävlingen i fritt system.